# Pihalni orkester KUD Pošta Maribor
Pihalni orkester Pošta Maribor je ljubiteljski pihalni orkester iz Maribora, ki je bil ustanovljen leta 1931. Orkester je najbolj zaznamoval umetniški vodja in dirigent Ervin Hartman ml., ki ga je vodil 52 let (1967–2019). Njegovo delo nadaljuje umetniški vodja orkestra in dirigent Aleksander Čonč, ki ga vodi od leta 2019.

## O orkestru
Članstvo orkestra je mešano tako po izobrazbi kot starosti, v orkestru pa je več kot 70 članov. V njem igrajo osnovnošolci, univerzitetni profesorji, ljubitelji glasbe in akademsko izobraženi glasbeniki. 
Na tekmovanjih v Sloveniji je uvrščen v najzahtevnejšo kakovostno skupino. Orkester je z raznovrstnim repertoarjem usmerjen predvsem h koncertni glasbi in simfonijam. Pogosto sodeluje tudi z glasbenimi gosti, tako solisti kot tudi dirigenti. Ob koncertni dejavnosti goji tudi figurativno dejavnost. 
Orkester je gostoval med drugim po republikah bivše Jugoslavije, Avstriji, Češki, Slovaški, Nemčiji, Danski, Švedski, Nizozemski, Luxemburgu, Belgiji, Madžarski, Italiji, Združenem kraljestvu, Rusiji, Poljski, Franciji in Španiji.

## Zgodovina
Mariborsko Poštno godbo so ustanovili delavci pošte Maribor 2 leta 1931 na pobudo Franca Babiča, njen prvi kapelnik in učitelj pa je bil Jožef Petrovič, doma iz Sel na Krasu.

## Dirigenti orkestra
- Jožef Petrovič (1931–1935)[2][3][4]
- Jožef Kratohvil (1935–1936)[1][2]
- Franc Vabšek (1936–1937)[2]
- Ervin Hartman st. (1937–1963)[1][2]
- Ante Šimat (1964–1967)[5][2]
- Ervin Hartman ml. (1967–2019)[6]
- Aleksander Čonč (2019–)

## Priznanja
Orkester beleži vrsto pomembnih mednarodnih priznanj in uvrstitev na tekmovanjih: Bled – zlata plaketa, Ljubljana – srebrna plaketa, Göteborg Švedska – prvo mesto, Illerberg Nemčija – prvo mesto, Alsfeld Nemčija – šesto mesto v konkurenci 88 orkestrov, Španija – bronasta plaketa, krsta izvedba maše v F-duru skladatelja Hermana Snijdersa v letu 1995, srebrna plaketa v Pragi januarja 2000, srebrna plaketa na državnem tekmovanju pihalnih orkestrov Slovenije v najvišji, koncertni skupini maja 2000 v Krškem in zlata plaketa s posebno pohvalo leta 2003 v najzahtevnejši težavnostni skupini slovenskih orkestrov v Trbovljah. Osvojil je tudi zlato plaketo s posebno pohvalo tudi na tekmovanju v najzahtevnejši težavnostni skupini slovenskih orkestrov leta 2023 v Krškem. 

## Diskografija
- Delavski pihalni orkester Zagorje ob Savi, Rudarska godba Velenje, Sindikalni pihalni orkester »Djuro Salaj« Krško, Godba na pihala Gorje pri Bledu, Papirniški pihalni orkester Vevče, Pihalni orkester »štorskih železarjev«, Pihalni orkester jeseniških železarjev, Pihalni orkester KUD Pošta Maribor, Pihalni orkester ŽPD France Prešeren Celje, Pihalni orkester Ceršak – Srečanje pihalnih orkestrov: Jarenina '84, dirigenti Edvard Eberl, Ivan Marin, Drago Gradišek, Lojze Velkavrh, Jože Hriberšek, Franc Zupan, Ivan Knific, Ervin Hartman ml., Vili Trampuž, Tone Neuvirt (plošča, Helidon, 1984)
- Pihalni orkester KUD Pošta Maribor – Cankarjev dom: Gallusova dvorana, 19. februar 1986, dirigent Ervin Hartman (kaseta, 1986)
- Lojtrca domačih '86 in Vinko Šimek (COBISS) (kaseta, RTV Ljubljana, 1986)
- Pihalni orkester KUD Pošta Maribor – S Poštno godbo okrog sveta, dirigent Ervin Hartman (COBISS) (plošča in kaseta, Jugoton, 1989)
- Pihalni orkester KUD Pošta Maribor – Mariborski pozdravi, dirigent Ervin Hartman (COBISS) (COBISS) (COBISS) (plošča, kaseta in CD, Adler, 1991)
- Pihalni orkester KUD Pošta Maribor, H. M. Petange – Concert de Bienfaisance: Luksemburg, 26. marec 1994, dirigenta Ervin Hartman in M. Thierry Majerus (kaseta, 1994)
- Pihalni orkester KUD Pošta Maribor – Vaška suita: Spomladanski koncert v dvorani Union, 24. maj 1999, dirigent Ervin Hartman (CD, 1999)
- Pihalni orkester KUD Pošta Maribor, ŽePZ Nove KBM, MoPZ KUD Pošta Maribor, MoPZ Nove KBM, MoPZ Slava Klavora Maribor, MePZ Vocalis Maribor, ŽePZ Glasbene matice Maribor – Viva Verdi: 18. tradicionalni novoletni koncert, dirigent Ervin Hartman (COBISS) (CD, RTV Slovenija, 2004)
- Pihalni orkester KUD Pošta Maribor – Knjiga prigod za pihalni orkester, dirigent Ervin Hartman (COBISS) (CD, RTV Slovenija, 2006)
- Pihalni orkester KUD Pošta Maribor – Love Songs: Novoletni koncert v dvorani Union, 26. december 2006, dirigent Ervin Hartman (CD, 2006)
- Pihalni orkester KUD Pošta Maribor, dirigent Ervin Hartman (CD, 2007)
- Pihalni orkester KUD Pošta Maribor – Češka: Tekmovanje pihalnih orkestrov v Ostravi 2007, dirigent Ervin Hartman (CD, 2008)
- Pihalni orkester KUD Pošta Maribor – Božična rapsodija, dirigent Ervin Hartman (CD, 2010)
- Pihalni orkester KUD Pošta Maribor – Gala s 300 glasbeniki, dirigent Ervin Hartman (CD, 2011)
- Pihalni orkester KUD Pošta Maribor – Fiesta od Foha, dirigent Ervin Hartman (CD, 2016)